# Hài kịch
Hài kịch theo nghĩa phổ biến, là một thể loại hư cấu đề cập đến bất kỳ diễn ngôn hoặc tác phẩm nào thường nhằm mục đích hài hước hoặc gây cười bằng cách gây cười, đặc biệt là trong sân khấu, truyền hình, phim, hài kịch độc lập, sách hoặc bất kỳ phương tiện giải trí nào khác. Nguồn gốc của thuật ngữ này được tìm thấy ở Hy Lạp cổ đại. Trong nền dân chủ Athen, dư luận của các cử tri đã bị ảnh hưởng bởi các tác phẩm châm biếm chính trị do các nhà thơ truyện tranh trình diễn tại các nhà hát. Các thể loại sân khấu hài kịch Hy Lạp có thể được mô tả như một buổi biểu diễn ấn tượng mà hố hai nhóm hay xã hội với nhau trong một thú vị agon hay xung đột. Northrop Frye mô tả hai phe đối lập này như một "Hiệp hội của Thanh niên" và "Hiệp hội của Người già". Một quan điểm sửa đổi mô tả đặc điểm cốt yếu của hài kịch là cuộc đấu tranh giữa một thanh niên tương đối bất lực và những quy ước xã hội gây trở ngại cho hy vọng của anh ta. Trong cuộc đấu tranh này, người thanh niên được hiểu là bị hạn chế bởi sự thiếu quyền lực xã hội của anh ta, và không còn lựa chọn nào khác ngoài việc sử dụng những mưu mẹo gây ra sự trớ trêu rất kịch tính gây cười.
Châm biếm và châm biếm chính trị sử dụng hài kịch để miêu tả con người hoặc thể chế xã hội là vô lý hoặc đồi bại, do đó khiến khán giả xa lánh đối tượng hài hước của họ. Giễu nhại lật đổ các thể loại và hình thức phổ biến, phê phán những hình thức đó mà không nhất thiết phải lên án chúng.
Các hình thức hài kịch khác bao gồm hài kịch vặn thừng, bắt nguồn từ sự hài hước của nó phần lớn từ các tình huống hoặc nhân vật kỳ quái, đáng ngạc nhiên (và không thể xảy ra) và hài kịch đen, được đặc trưng bởi một hình thức hài hước bao gồm các khía cạnh tối hơn trong hành vi hoặc bản chất con người. Tương tự, hài hước châm biếm, hài hước tình dục và hài hước chủng tộc tạo ra hài kịch bằng cách vi phạm các quy ước xã hội hoặc những điều cấm kỵ trong truyện tranh. Một bộ phim hài về cách cư xử thường lấy chủ đề của nó là một bộ phận cụ thể của xã hội (thường là xã hội thượng lưu) và sử dụng sự hài hước để chế nhạo hoặc châm biếm hành vi và cách cư xử của các thành viên. Hài kịch lãng mạn là một thể loại phổ biến mô tả mối tình lãng mạn đang phát triển dưới góc độ hài hước và tập trung vào những sai sót của những người đang yêu.